# Chiesa cattolica a São Tomé e Príncipe
La Chiesa cattolica a São Tomé e Príncipe è parte della Chiesa cattolica in comunione con il vescovo di Roma, il papa.

## Organizzazione territoriale
L'unica circoscrizione ecclesiastica presente nel piccolo stato è la diocesi di São Tomé e Príncipe che è immediatamente soggetta alla Santa Sede.
La popolazione cattolica corrisponde a circa 110 000 persone su un totale di 150 000 abitanti.

## Nunziatura apostolica
La nunziatura apostolica di São Tomé e Príncipe è stata istituita il 21 dicembre 1984 con il breve Ex ipso quo fungimur di papa Giovanni Paolo II.

### Nunzi apostolici
- Fortunato Baldelli † (4 maggio 1985 - 20 aprile 1991 nominato nunzio apostolico in Repubblica Dominicana)
- Félix del Blanco Prieto † (31 maggio 1991 - 4 maggio 1996 nominato nunzio apostolico in Camerun)
- Aldo Cavalli (2 luglio 1996 - 28 giugno 2001 nominato nunzio apostolico in Cile)
- Giovanni Angelo Becciu (15 novembre 2001 - 23 luglio 2009 nominato nunzio apostolico a Cuba)
- Novatus Rugambwa (6 febbraio 2010 - 5 marzo 2015 nominato nunzio apostolico in Honduras)
- Petar Rajič (15 giugno 2015 - 15 giugno 2019 nominato nunzio apostolico in Lituania)
- Giovanni Gaspari (21 settembre 2020 - 2 marzo 2024 nominato nunzio apostolica in Corea e Mongolia)
- Kryspin Dubiel, dal 15 luglio 2024

## Conferenza episcopale
L'episcopato di São Tomé e Príncipe è membro della Conferenza episcopale di Angola e São Tomé (Conferência Episcopal de Angola e São Tomé, CEAST), cui aderiscono anche i vescovi dell'Angola.